# Uni-médias
 (décembre 2023).
 (décembre 2023).
Il peut être nécessaire de l'améliorer pour respecter le principe de neutralité de point de vue. Veuillez consulter la page de discussion pour plus de détails.

Uni-médias (dénommé jusqu'en 2018 Uni-éditions), est un groupe de presse magazine français, filiale du groupe Crédit agricole. Il édite 12 titres et 12 sites Internet positionnés autour de la sphère familiale et du bien-vivre. 
En 2022, le groupe réalise un chiffre d’affaires de 89,9 millions d’euros.

## Historique

### Création ou acquisition de titres
En 1973 est lancé le magazine Dossier Familial (devenu Merci pour l'info en 2022). L’objectif de ce magazine est d’apporter des informations et des conseils sur la vie économique et financière des ménages français[source insuffisante] .
Créé officiellement en 1988, Uni-éditions crée plusieurs magazines et en compte cinq en 2007, dont : Dossier familial, Détente Jardin en 1996, Maison créative en 2001 et Régal en 2004,.
En 2007, le groupe de presse fait l’acquisition de Santé Magazine qui compte alors trois millions de lecteurs,, puis en 2008 de Détours en France (édité auparavant par le groupe Média-Participations).
En 2010, le groupe rachète le guide gastronomique Bottin Gourmand, qu'il décline en 2014 dans une version trimestrielle : le Bottin Gourmand magazine. 
En 2013, Uni-éditions crée Uni-régie, sa propre régie publicitaire. En 2013 aussi, le groupe lance Détours en histoire, dans la continuité de Détours en France, ainsi que le concours Talents Gourmands avec le Crédit Agricole.
En 2014, il lance les magazines Pep's, et Secrets d'histoire, avec Stéphane Bern.
En 2016, Uni-éditions rachète au groupe Lagardère les titres et sites Internet Parents, Infobébés et Mômes.
En mai 2018, Uni-éditions change de dénomination, de logo et devient Uni-médias , « le groupe media qui donne à chacun les clés pour améliorer son quotidien et transformer la société ».

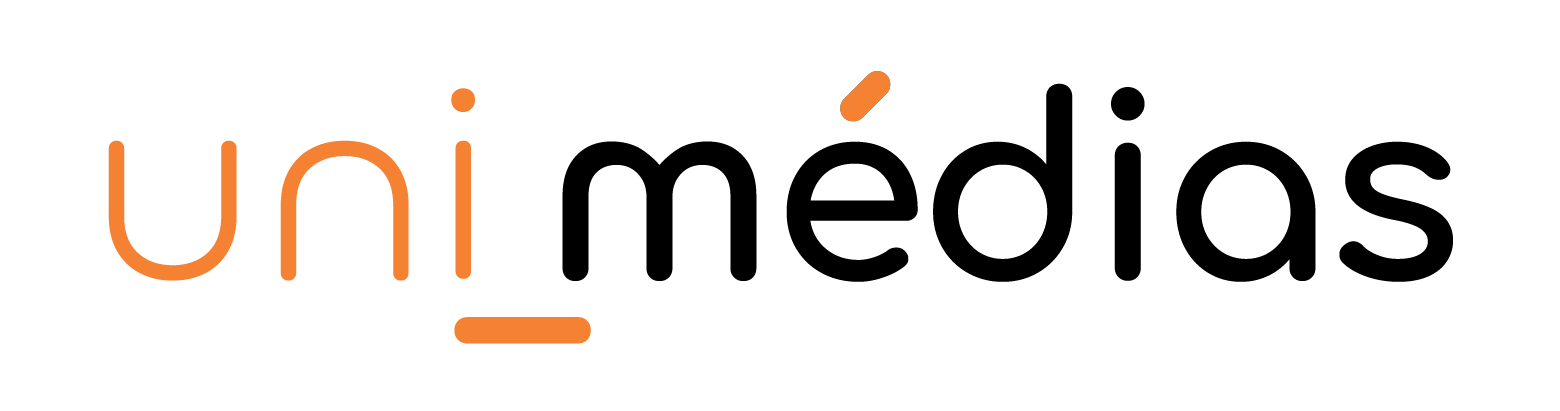

En 2021, le groupe Uni-médias s’associe avec Goodeed, entreprise française de l'entrepreneuriat social, pour proposer une offre de contenu de marque solidaire .
En 2022, le magazine les Maternelles avec Agathe Lecaron, est lancé .

### Prix et récompenses
- Etoile OJD 2023 (Pep's et Régal)[22], 2014 (Santé Magazine)[23], 2013 (Santé Magazine)[24], 2012 (Détours en France, Régal)[25], 2011 (Régal)[26], 2010 (Régal)[27], 2007 (Détente Jardin, Régal)[28], 2005 (Dossier Familial)[29], 2004 (Santé Magazine)[30].
- Trophée Manager de presse, Victoire de la Presse 2012 (Véronique Faujour)[31].

## Titres et marques
- Merci pour l'info en 2022 (anciennement Dossier Familial), mensuel
- I comme info, mensuel (arrêté fin 2021)
- Détours en France Magazine, 8 numéros par an
- Détours en histoire, trimestriel (arrêté en 2017)
- Régal, bimestriel et ses déclinaisons Régal Life
- Santé Magazine, mensuel et sa déclinaison trimestrielle Naturissime
- Détente Jardin, bimestriel
- Maison créative, bimestriel et ses déclinaisons Origine
- Bottin gourmand, guide annuel gastronomique (arrêté en 2014)
- Bottin Gourmand magazine, trimestriel (arrêté en 2017)
- Secrets d'histoire, trimestriel
- Pep's (magazine), bimestriel
- Bottin gourmand magazine, trimestriel
- Parents, mensuel
- Les Petits Plats de Laurent Mariotte, bimestriel
- Les Maternelles, trimestriel
- Yummypet (arrêté en 2022)
- Pause Campagne (arrêté en 2013)
- L’Amateur des vins et Spiritueux (arrêté en 2013)
- We demain (acquis en 2024)

En 2020, le groupe Uni-médias lance deux podcasts Galère sa Mère ! par Parents magazine et Hypercondriaque par Santé Magazine qui lance également sa déclinaison, le magazine trimestriel Naturissime.

## Gouvernance
Uni-médias est un groupe de presse français dirigé par Nicole Derrien, directrice générale d'Uni-éditions depuis 2018,
et par un comité de direction qui compte six autres membres : Jean-Luc Bourgeas (secrétaire général), Jean-Michel Maillet (directeur du développement), Nadine Chachuat (directrice financière), Xavier Costes (directeur des ventes), Christelle Yung (directrice des ressources humaines) et Joffrey Ricome (directeur marketing & digital). 
Véronique Faujour est devenue directrice générale adjointe d’Uni-éditions en avril 2008, puis directrice générale en 2010.
Le 2 juin 2025, Véronique Faujour devient présidente d'Uni-médias.

### Organisation
Le groupe est organisé en différents pôles thématiques et les journalistes peuvent écrire pour différents titres.

## Résultats
- 2008 : 77 millions[7]
- 2009 : 82 millions[36]
- 2013 : 87,5 millions[37]
- 2016 : 96 millions[18]